# Георг Вильгельм (князь Брауншвейг-Люнебурга)
Георг Вильгельм Брауншвейг-Люнебургский (нем. Georg Wilhelm zu Braunschweig-Lüneburg; 26 января 1624, Херцберг — 28 августа 1705, охотничий замок в Винхаузене близ Целле) — князь Каленберга в 1648—1665 годах, князь Люнебурга с 1665 года.

## Биография
Георг Вильгельм — второй сын герцога Георга Брауншвейгского и Люнебург-Каленбергского и Анны Элеоноры Гессен-Дармштадтской. Учился в Утрехте и совершил продолжительные поездки по Европе, в особенности, в Венецию.
После смерти старшего брата Кристиана Людвига Брауншвейг-Люнебургского в 1648—1665 годах правил в княжестве Каленберг и проживал в резиденции в Ганновере, где со своим отцом в 1636 году возглавил люнебургскую ветвь Вельфов. Благодаря Георгу Вильгельму город обзавёлся многими сооружениями и усовершенствовал городские укрепления. В 1652 году по его указанию в ганноверском Линдене был заложен Кухонный сад. В 1658 году в результате так называемого «обмена невестами» Георг Вильгельм уступил младшему брату Эрнсту Августу Ганноверскому свою невесту Софию Пфальцскую, впоследствии ставшую курфюрстиной Ганноверской. Эрнст Август тем самым обеспечил себе престолонаследие: в 1692 году он получил титул курфюрста, а его сын Георг Людвиг в 1714 году взошёл на британский престол. Георг Вильгельм также подписал отказ от заключения брака. В 1665 году Георг Вильгельм переселился в Целле, оттуда правил княжеством Каленберг и был прозван «языческим герцогом».
В Датско-шведскую войну в 1675—1676 годах Георг Вильгельм принял участие в походе на Бремен-Верден в качестве верховного главнокомандующего союзнических войск против Швеции.
В 1676 году Георг Вильгельм женился на Элеоноре де Ольбрёз, незнатной дворянке-гугенотке. Под влиянием супруги 7 августа 1684 года Георг Вильгельм издал эдикт, который открыл Каленберг притеснявшимся по религиозным мотивам беженцам из Франции. Двор в Целле тем самым превратился в большую гугенотскую колонию. Гугеноты, в основной массе из Пуату, вскоре заняли руководящие должности при дворе. У супругов родилась дочь София Доротея, получившая известность как принцесса Альденская. В 1682 году вопреки её желанию Софию Доротею отдали замуж за её двоюродного брата Георга Людвига, чтобы после смерти Георга Вильгельма княжество Люнебург объединилось с княжеством Ганновер. При Георге Людвиге в Целле продолжалось строительство Целльского дворца. Георг Вильгельм был похоронен в усыпальнице городской церкви Святой Марии в Целле.